# 帕拉宏撒·尤迦南達
帕拉宏撒·尤迦南達（Paramahansa Yogananda，1893年1月5日—1952年3月7日），又譯瑜伽難陀（Yogananda），原名Mukunda Lal Ghosh（讀作「慕空達·拉爾·高士」），來自印度的瑜伽士、上師，透過他的書《一個瑜伽行者的自傳》將冥想和克利亞瑜伽的教誨引介給上百萬西方人。

## 生平

### 少時

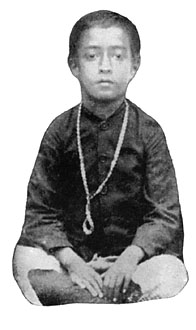
尤迦南達六歲攝

尤迦南達生於印度北方邦戈勒克布爾一戶信仰虔誠的人家，雙親均為孟加拉人，屬剎帝利階級。根據他胞弟Sananda的說法，慕空達自幼的靈性覺知和經驗便遠超越一般人。少時他曾向諸多印度教聖賢請益，企盼在靈性追尋上找到一位指導明師。
直到他1910年（17歲時）遇見聖尤地斯瓦爾為止，尤迦南達才不再追尋各種上師。他說他們初遇時有如重新點燃早已延續多生累世的深刻羈絆：
我們沉浸在一片寧靜中，言語顯得多餘。上師流瀉無聲的頌歌，灌入弟子。我看到內在影像不斷變化，直覺到我的咕嚕認識上帝，他會帶我走向祂。前世記憶掃去今生的迷惑。真是奇妙的時刻！三世因果輪迴之中，我發現我們並非初識。
之後聖尤地斯瓦爾告訴尤迦南達他因著某個特定目的被瑪哈阿梵達·巴巴吉差派到他跟前。
1915年六月，尤迦南達通過加爾各答蘇格蘭基督學院的中高級美術會試，他從塞蘭坡學院畢業時拿到的學位相當於今天的美術學士，該學院有兩個體系，一是塞蘭坡參議院學院（大學）的獨立書院（constituent college），另一是加爾各答大學的附屬學院。這讓他有時間待在塞蘭坡聖尤地斯瓦爾的阿施藍。1915年他誓願成為斯瓦米，正式獲得Swami Yogananda Giri的封號。1917年，尤迦南達為西孟加拉省迪西卡的男童創立了一所學校，結合了瑜伽訓練和靈性理念的教育技巧。一年後，該校遷址至蘭契。這所學校之後成為印度尤高達真理團，即尤迦南達創建的美國組織－自明友誼會的印度分支。

### 移居美國
1920年，尤迦南達以印度代表身分搭乘「斯巴達城號」（City of Sparta）赴美參加於波士頓召開的國際宗教自由大會。同年他創建了自明友誼會將印度古老的瑜伽修行、哲學及其冥想傳統等教誨傳揚給全世界。接下來幾年，他在東海岸授課教學，1924年他踏上跨洲巡迴演講。。成千上萬的人來聽他的演講。這段期間他也吸引了不少名人跟隨者，包括女高音Amelita Galli-Curci、男高音Vladimir Rosing和馬克·吐溫的女兒Clara Clemens Gabrilowitsch。之後幾年，他在加州洛杉磯建立起自明友誼會的國際中心，後來變成其日益繁重事工的靈性暨行政核心。尤迦南達是第一位在美國待了人生大半歲月的印度教瑜伽導師。除了1935–1936年回到印度見他的上師，並順道拜訪其他在世的西方聖人（如科內爾斯羅伊特的天主教神秘家德雷絲·紐曼）或具有重大靈性意義的聖地之外，1920—1952年之間尤迦南達都待在美國。

### 1935-1936年參訪印度
1935年，尤迦南達回到印度見他的師父聖尤地斯瓦爾，並協助印度尤高達真理團的創建工作。訪印期間他拜見了甘地，而當甘地透露出他對拿希里·瑪哈賽克利亞瑜伽的興趣時，他也引導他認識克利亞瑜伽的解脫技巧，此外他還拜見了阿南達瑪依·瑪、著名的物理學家錢德拉塞卡拉·拉曼，以及尤地斯瓦爾的上師拿希里·瑪哈賽幾個弟子。返印時，尤地斯瓦爾並授予尤迦南達「Paramahansa」的名號，意指「至上的天鵝」，表明他達到的最高靈性成就。1936年，尤迦南達參訪加爾各答期間，尤地斯瓦爾卒於普里。

### 1936年返美
返回美國之後，尤迦南達繼續授課、著述、建立南加州友誼會。他的弟子拉札西·迦拿卡南達將恩西尼塔斯一處僻靜所送給他當作住所兼自明友誼會的加州據點。待在僻靜所的這段期間尤迦南達寫出了他膾炙人口的《一個瑜伽行者的自傳》和其他著作。同時，他也創建了自明友誼會的印度分支「印度尤高達真裡團」，作為推動靈性和人道工作的永久基金會。
他生命的最後四年主要都花在加州二十九棕櫚村遺世而獨立的阿施藍，和幾個內層弟子大隱於市，一邊完成、修改過去幾年來他撰寫的著作、書籍、文章和課程。這段期間他偶爾接見訪客、公開授課。他告訴近身弟子：「我的筆現在能觸及更多人了。」

### 與世長辭
在他大限將至的幾天，尤迦南達開始暗示是該離開塵世的時候了。
1952年三月7日，他和印度駐美大使賓內·蘭江·森夫婦在洛杉磯的比特摩爾千禧酒店共進晚餐。席末致詞上，尤迦南達提到美印對世界和平和人類進步的貢獻以及後續的合作，表達出他對結合「美國效率」和「印度靈性」的優點以達成「世界統一」的盼望。根據見證人達雅·瑪雅（尤迦南達的嫡傳弟子兼1955–2010年間自明友誼會的會長）所述，尤迦南達以他的詩〈我心中的印度 （页面存档备份，存于）〉總結那場演講：「恆河、森林、喜馬拉雅山的巖穴、人夢著上帝——神的榮耀加被，我匍匐於那片草地。」他一邊吟誦，目光一邊向上注視眉間輪，語畢，他的身體便塌陷下來。信眾們聲稱他已進入摩訶三摩地狀態。
他的葬禮辦在SRF總部洛杉磯的華盛頓山頂，參加者有數百人。由自明友誼會的新任會長Rajarsi Janakananda主持了一場聖典，將他的軀殼還諸上天。尤迦南達的遺體最終放在加州格倫代爾森林草坪紀念公園的大陵墓（Great Mausoleum，通常不開放遊客進入，除了尤迦南達的墓）。

## 《一個瑜伽行者的自傳》

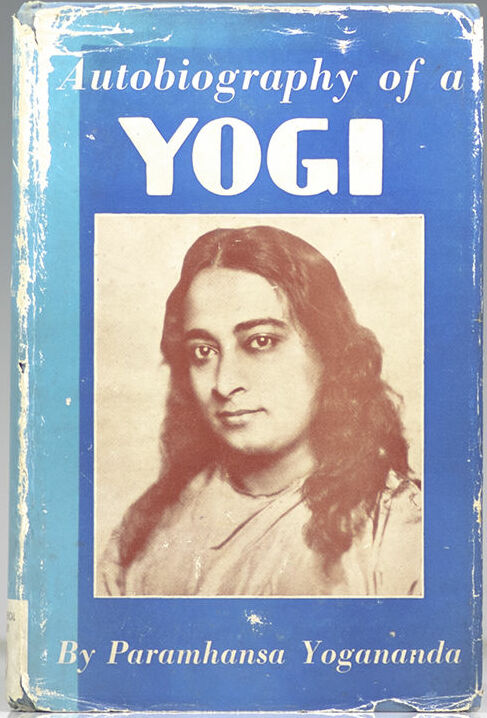
《一個瑜伽行者的自傳》初版封面

1946年，尤迦南達出版了他的生平事跡《一個瑜伽行者的自傳》，之後該書被翻成34國語言。1999年，這本書獲得（由菲利普·薩勒斯基和哈珀柯林斯出版集團號召的）靈性作家小組選為「20世紀最重要的100本靈性叢書」之一。《一個瑜伽行者的自傳》是尤迦南達最暢銷的著作。根據《美國吠陀 （页面存档备份，存于）》一書作者菲利普·薩勒斯基的說法：「代表尤迦南達精神遺產的自明友誼會可用這句標語佐證它的立場－『這本書改變了上百萬人的生命。』本書賣出了400多萬冊，這個數字還在持續成長當中。」2006年，自明友誼會出版社慶祝《一個瑜伽行者的自傳》出版60週年，設計了一系列的專題活動，推廣這位仍被上千人稱為「師父」的人留下的遺產。
《一個瑜伽行者的自傳》內容除描述其達到開悟的靈性追尋過程，還提到他和著名靈性人物的邂逅，諸如德雷絲·紐曼、阿南達瑪依·瑪、維蘇南達·帕拉宏撒、聖雄甘地、諾貝爾文學獎得主泰戈爾、植物學家路德·貝本（本書開頭即寫道：謹以此書追憶美國聖人路德·貝本）、印度科學家加戈底斯·昌德拉·博西爵士和諾貝爾物理獎得主錢德拉塞卡拉·拉曼爵士。本書知名的一章〈奇蹟的法則〉（第30章）當中，他對看似奇蹟的現象提出了科學性的合理解釋：「科學界用到『不可能』這三個字的機會越來越少。」
本書啟發了許多人，包括蘋果電腦的共同創辦人、前總裁暨執行長史提夫·賈伯斯（1955–2011）。在《賈伯斯傳 （页面存档备份，存于）》一書中作者寫道：「準備出發去旅行時，賈伯斯將《一個瑜伽行者的自傳》下載到他的iPad2，這是他冥想和靈修的指引，他在青少年初讀此書，之後在印度又讀了一次，他每年都會重讀一次。」

## 著作
- 《一個瑜伽行者的自傳》

## 註記
1. 1 2 3  譯按：國內也有翻成「悟真會」或「自我了悟聯誼會」
2. 1 2 3 4 5  譯按：即自明友誼會的印度分支。尤高達（Yogoda）是尤迦南達在1916年發現的原理，乃透過意志從宇宙能量中汲取無盡生命力為人體充電、更新身體組織的技巧。Sat指存在，引申為本質、真實；Sanga是組織、團體，Satsanga即追求真理的團體。
3. ↑  譯按：暫譯，本書尚無中文版，原題Second Coming of Christ: The Resurrection of the Christ Within You
4. ↑  譯按：暫譯，本書尚無中文版，原題God Talks With Arjuna — The Bhagavad Gita，阿周那（Arjuna）是《薄伽梵歌》的核心人物之一。
5. ↑  Bowden, Henry Warner (1993).《美國宗教傳記大辭典》。Greenwood Press. ISBN 0-313-27825-3. p. 629.
6. 1 2  Sananda Lal Ghosh,(1980), Mejda，《自明友誼會》，p.3
7. 1 2 3 4 5 6 7 8  《一個瑜伽行者的自傳》, 1997 Anniversary Edition. 自明友誼會出版（尤迦南達創建）www.yogananda-srf.org
8. 1 2  譯按：印度教修院
9. ↑  譯按：或「司瓦米」，意指恪守禁慾、服膺修院戒律的瑜伽士。
10. ↑  譯按：Giri（讀作「吉利」）是十個宗派中的一個派別，加在法名之後，用以辨識所屬宗門，意指「山」，也是尤迦南達自恩師聖尤地斯瓦爾所屬宗派傳承而得的派名。Yogananda是Yoga(瑜伽，原意為神聖的聯合)和Ananda(無上喜樂)的結合，聖尤地斯瓦爾讓尤迦南達自己取的法名。摘自《一個瑜伽行者的自傳》，第24章〈出家為僧〉
11. ↑  International Congress of Religious Liberals
12. ↑  . ProQuest Historical Newspapers: The Boston Globe p.9 (Boston, MA). 5 March 1921.
13. 1 2 3  Melton, J. Gordon, Martin Baumann. . ABC-CLIO. 2010. ISBN 9781598842043.
14. ↑  DENNIS HEVESI. . New York Times (New York, NY). December 3, 2010  [2016-04-26]. （原始内容存档于2020-07-02）.
15. ↑  波士頓冥想社團歷史委員會（Boston Meditation Group Historical Committee）。《在帕拉宏撒·尤迦南達的蓮足下：尋訪尤迦南達在波士頓內外的足跡》
16. ↑  Sister Gyanamata《只有上帝：一個聖人的生平和書信》p. 11
17. ↑  Lewis Rosser, Brenda. . Borrego Publications. 1991: Foreword p. xiii. ISBN 978-0962901607.
18. ↑  譯按：《一個瑜伽行者的自傳》第44章〈為世界和平而戰－聖雄甘地〉
19. ↑  譯按：《一個瑜伽行者的自傳》第45章〈孟加拉的歡喜之母〉
20. ↑  Parama（讀作：帕拉）字面意思是「最高」；hansa（讀作：宏撒）意指「天鵝」。在經典中，天鵝是造物主大梵天的坐騎。據說神聖的天鵝能從奶與水的混和液中汲取牛奶，象徵明辨是非的能力。宏-撒（Ham-sa）是兩個神聖梵音的結合，與呼吸的震動有關。阿宏-撒（Aham-Sa）意思是「我是祂」。摘自《一個瑜伽行者的自傳》第42章〈最後與咕嚕在一起的日子〉
21. ↑  .   [2016-04-27]. （原始内容存档于2020-11-27）.
22. ↑  .   [2016-04-27]. （原始内容存档于2021-02-26）.
23. ↑  .   [2016-04-27]. （原始内容存档于2019-04-01）.
24. ↑  Yogananda, Paramahansa. . Los Angeles, CA: 自明友誼會. 1995. ISBN 0-87612-030-3.
25. ↑  Mata, Mrinalini.  (DVD). 自明友誼會. ISBN 978-0-87612-517-5.
26. 1 2  Mata, Daya (1990). 《找到內在的喜樂泉源》, 1st ed. Los Angeles, CA: Self-Realization Fellowship, p 256
27. ↑  〈如何不當個外交官：印度外事獨立後的冒險〉– P.L. Bhandari (2013)。蘭江·森大使助理的見證敘述
28. ↑  Kriyananda, Swami (Donald Walters). . Ananda Publications. 1977. ISBN 978-0916124120.
29. ↑  Miller, p. 179.
30. ↑  〈關於SRF：法脈和領導〉達雅·瑪雅。SRF網站 www.yogananda-srf.org
31. 1 2  《悼念帕拉宏撒·尤迦南：一代大師的「最後幾日」》，Los Angeles, CA: Self-Realization Fellowship, (2001) ISBN 0-87612-170-9
32. ↑  瑪雅, 達雅. . Self-Realization Magazine. Spring 2002.
33. ↑  譯按：Kutastha中心，Kutastha位於兩眉中間的「第三眼」，是基督意識的中心。
34. 1 2  . Time. 4 August 1952  [17 January 2008]. （原始内容存档于2010-09-27）.
35. ↑  .   [2 May 2013]. （原始内容存档于2019-01-06）.
36. ↑  . ProQuest Historical Newspapers: Los Angeles Times (Los Angeles, CA). 12 March 1952.
37. ↑  . （原始内容存档于2019-01-09）.
38. ↑  Goldberg, Philip. . Huff Post Religion. 2012  [2016-05-01]. （原始内容存档于2017-08-27）.
39. ↑  Goldberg, Philip. . Harmony; 1 edition (2 November 2010): 109. 2012.
40. ↑  Sahagun, Louis. . Los Angeles Times. 6 August 2006  [2016-05-01]. （原始内容存档于2019-01-06）.
41. ↑  譯按：依序對應《一個瑜伽行者的自傳》第39章〈德雷絲的聖殤〉、第45章〈孟加拉的歡喜之母〉、第5章〈無中生有的香氣聖人〉、第44章〈為世界和平而戰——聖雄甘地〉、第29章〈泰戈爾的勇氣〉、第38章〈玫瑰花叢中的聖人——貝本〉、第8章〈大科學家博西〉、第41章〈南印風情畫〉
42. ↑  Isaacson, Walter. . Simon & Schuster ISBN 978-1-4516-4853-9. 2011.
43. ↑  譯按：《賈伯斯傳 （页面存档备份，存于）》第40章〈第三回合：生死格鬥〉
44. ↑  譯按：瑪哈阿梵達（Mahavatar），意思是偉大之神的化身。傳聞他是喜瑪拉雅山的不死聖者，他將「直接與上帝接觸」的無上法門克利亞瑜伽（英语：Kriya Yoga）傳給了印度聖人拿希里·瑪哈賽（英语：Lahiri Mahasaya），在他的請求之下，放寬了對求法者條件的限制。拿希里開始傳授這個古老法門，造就了許多聖人徒弟。聖尤地斯瓦爾（英语：Swami Sri Yukteswar Giri）即為他主要的徒弟之一。其後，聖尤地斯瓦爾再將克利亞瑜伽傳給尤迦南達。

## 外部連結
- 一個瑜伽行者的自傳-蘋果創辦人Steve Jobs下載在iPad的第一本書 （页面存档备份，存于）
- 自明友誼會官網 （页面存档备份，存于）
- 尤迦南達臉書
- 植物學家路德·貝本 （页面存档备份，存于）